# 鷺田村小学校事件
鷺田村小学校事件（さぎたそんしょうがっこうじけん）とは1915年（大正4年）香川県香川郡鷺田村大字坂田の鷺田村小学校で起こった部落差別事件である。
当時、被差別部落出身者とそうでない者を児童・教員ともに別学級・別校舎で授業を受けさせていたが、1915年に当時の香川県知事・若林賚蔵がその現状を改めるため、被差別部落者とそうでない者を統合して教育を受けさせる統合教育を命じた。しかし、被差別部落以外の保護者が児童を転校させたり同盟休校させるなどで学校が混乱し、それを収拾するため被差別部落出身の教員が辞職に追い込まれた。
幼いころから被差別部落民との交流があった宮武外骨はこの事件を知り、部落差別は人権問題であり、差別根絶には法規制が必要と痛感。「差別的言辞を用いて人を侮辱する者は一年以上の懲役に処す」との法律条文を設けるべしと雑誌で主張するなど、部落差別の不当性を一貫して訴えた。
その後事件のあった鷺田村小学校は高松市立鶴尾小学校に名を変え、戦後、事件の余波や校区内の同和地区の存在もあいまって部落差別に関する同和人権学習が特に積極的に行われるようになり、21世紀に入ってもその傾向は続いている。